# باغ سنگان سفلی
باغ سنگان سفلی، روستایی از توابع بخش مرکزی شهرستان تربت جام در استان خراسان رضوی ایران است.

## جمعیت
این روستا در دهستان میان‌جام قرار دارد و براساس سرشماری مرکز آمار ایران در سال ۱۳۸۵، جمعیت آن ۱۳۶ نفر (۳۶خانوار) بوده‌است.